# Zeferino Pimentel Moreira Freire
Zeferino Pimentel Moreira Freire (1806 — 1865) foi um político brasileiro.
Foi presidente da província de Mato Grosso, de 24 de outubro de 1843 a 27 de setembro de 1844.